# Festival international du film fantastique de Neuchâtel 2024
Le Festival international du film fantastique de Neuchâtel 2024, 23e édition du festival, se déroule du 5 au 13 juillet 2024.

## Déroulement et faits marquants
Cette 23e édition se déroule du 5 juillet au 13 juillet 2024.
Le 18 avril 2024, le festival dévoile le thème de sa rétrospective : Eat the Rich, (Mangeons les riches en français) d'après un dicton de Jean-Jacques Rousseau. Un sélection de films qui met en avant le ressentiment des classes populaires envers les élites sociales, politiques et intellectuelles. Afin d'illuster cette rétrospective, en collaboration avec la Maison d'Ailleurs, le NIFFF propose une exposition d'images et de textes à la galerie du Théâtre du Passage pendant la durée du festival.
Le 2 mai 2024, le festival dévoile un programme spécial créé avec la collaboration de Pro-Senectute et qui propose une réflexion sur l'âge et l’invisibilisation de nos aînés. Ce programme est intitulé Forever Young et propose 3 titres : Cocoon, Nouvelle Cuisine et Qu'est-il arrivé à Baby Jane ?.
Le 4 juin 2024, la direction du festival annonce qu'Asia Argento sera l'invitée d'honneur de cette année.
La fréquentation du festival s'élève à 55 000 personnes et 35 000 entrées pour 124 projections.
Lieux : Théâtre du Passage 1, Théâtre du Passage 2, Arcades, Rex, Studio, Open Air Place de Halles, La Villa, Jardin Anglais (Festival OFF)

## Jurys et invités

### Le jury international
- Ishan Shukia, réalisateur (Inde)
- João Pedro Rodrigues, Réalisateur (Portugal)
- Annick Mahnert, programmatrice et productrice (Suisse)
- Saul Pandelakis, auteur et chercheur (France)
- Kourtney Roy, photographe (Canada)

### Jury Méliès
- Anna Bogutskaya, autrice et critique (Royaume-Unis)
- Vincent Paul Boncour, Distributeur (France)
- Olga Lamontanara, Productrice (Italie)

### Jury SSA/Suisseimage
- Anne Delset, programmatrice (Suisse, France)
- Paolo Moretti, programmateur (Suisse)
- Niccolò Castelli, Directeur de festival (Suisse)

### Jury critique internationale
- Ard Vijn, Journaliste (Pays-Bas)
- Léon Cattan, Journaliste (France)
- Nora Bouazzouni, Journaliste, autrice (France)

## Sélection

### Longs métrages

#### Compétition Internationale
- Animale (2024) de Emma Benestan ( France)
- Cuckoo (2024) de Tilman Singer ( Allemagne, États-Unis)
- Des Teufels Bad (2024) de Severin Fiala, Veronika Franz ( Autriche, Allemagne)
- L'Empire (2024) de Bruno Dumont ( France, Italie, Allemagne, Belgique, Portugal)
- Ennennum (2023) de Shalini Ushadevi ( Inde)
- Eternal (For evigt, 2023) de Ulaa Salim ( Danemark, Islande, Norvège)
- Handling the Undead (Håndtering av udøde, 2024) de Thea Hvistendahl ( Norvège, Suède, Grèce)
- I Saw the TV Glow (2024) de Jane Schoenbrun ( États-Unis)
- MaXXXine (2024) de Ti West ( États-Unis, Royaume-Uni)
- Mi bestia (2024) de Camila Beltrán ( Colombie, France)
- Oddity (2024) de Damian Mc Carthy ( Irlande)
- Pendant ce temps sur Terre (2024) de Jérémy Clapin ( France)
- She Loved Blossoms More (2024) de Yannis Veslemes ( Grèce, France, Nouvelle-Zélande)
- Things Will Be Different (2024) de Michael Felker ( États-Unis)

#### Asian Cinema
- Breaking and Re-entering (Huan qian, 2024) de Wang Ding-Lin ( Taïwan)
- Bursting Point (Bao Lie Dian, 2023) de Dante Lam, Waihon Tong ( Chine)
- The Cursed Land (Dæn sap, 2024) de Panu Aree, Rithdee Kong ( Thaïlande)
- Exhuma (Pamyo, 2024) de Jae-hyun Jang ( Corée du Sud)
- Fly Me to the Saitama: From Biwa Lake with Love (Tonde Saitama: Biwako Yori Ai o Komete, 2023) de Takeuchi Hideki ( Japon)
- Pig That Survived Foot-And-Mouth Disease (Gujeyeog-eseo sal-a dol-aon dwaeji, 2024) de Bum-wook Hur ( Corée du Sud)
- Respati (Malam Pencabut Nyawa, 2024) de Sidharta Tata ( Indonésie, Corée du Sud)
- Schirkoa: In Lies We Trust (2024) de Ishan Shukla ( Inde, France, Allemagne)
- Toxic Daughter (Toxic Daughter(Doku Musume), 2024) de Eisuke Naitô ( Japon)
- Twilight of the Warriors: Walled In (Jiu Long cheng zhai · Wei cheng, 2024) de Soi Cheang ( Hong Kong)

#### Cérémonie
- Animale (2024) de Emma Benestan ( France) Film d'ouverture, première internationale
- Longlegs (2024) de Oz Perkins ( Canada, États-Unis) Film de clôture

#### Third Kind
- Arcadia (2024) de Yorgos Zois ( Grèce, États-Unis, Bulgarie)
- Love Lies Bleeding (2024) de Rose Glass ( Royaume-Uni, États-Unis)
- Eat the Night (2024) de Caroline Poggi, Jonathan Vinel ( France)
- Gazer (2024) de Ryan J. Sloan ( États-Unis)
- Isla Alien (2023) de Cristóbal Valenzuela Berríos ( Chili, Italie)
- Jakt (2024) de Sarah Gyllenstierna ( Suède)
- Les Dernières Cendres (Läif a Séil, 2023) de Loïc Tanson ( Luxembourg)
- Le Mangeur d’âmes (2024) de Alexandre Bustillo, Julien Maury ( France, Belgique)
- Miséricorde (2024) de Alain Guiraudie ( France, Espagne, Portugal)
- Les Pistolets en plastique (2024) de Jean-Christophe Meurisse ( France)
- Los tonos mayores (2023) de Ingrid Pokropek ( Argentine)
- Your Monster (2024) de Caroline Lindy ( États-Unis)

#### Ultra movies
- Azrael (2024) de E.L. Katz ( Estonie, États-Unis)
- Blood Star (2024) de Lawrence Jacomelli ( Royaume-Uni) Première mondiale
- Choke (2024) de Nagao Gen ( Japon)
- Immaculée (Immaculate, 2024) de Michael Mohan ( États-Unis, Italie)
- In a Violent Nature (2024) de Chris Nash ( Canada)
- Kill (2023) de Nikhil Nagesh Bhat ( Inde, États-Unis)
- Krazy House (2024) de Flip van der Kuil, Steffen Haars ( Pays-Bas)
- Kryptic (2024) de Kourtney Roy ( Canada, Royaume-Uni)
- The Paragon (2023) de Michael Duignan ( Nouvelle-Zélande)
- Sayara (2024) de Can Evrenol ( Turquie)

#### Amazing Switzerland
- Amazing Schools (2024) (2024) de  Divers ( Suisse)
- Milchzähne (2024) de Sophia Bösch ( Allemagne)

#### Eat the Rich
- Aelita (1924) de Iakov Protazanov ( Union soviétique, Royaume-Uni, Australie)
- American Psycho (2000) de Mary Harron ( États-Unis)
- L'Ange exterminateur (El ángel exterminador, 1962) de Luis Bunuel ( Mexique)
- Bienvenue à Gattaca (Gattaca, 1997) de Andrew Niccol ( États-Unis)
- The Conspiracy (2012) de Christopher MacBride ( Canada)
- Les Crapauds (Frogs, 1972) de George McCowan ( États-Unis)
- The Housemaid (Hanyo, 2010) de Sang-soo Im ( Corée du Sud)
- L'Incinérateur de cadavres (Spalovac mrtvol, 1969) de Juraj Herz ( Tchécoslovaquie)
- Invasion Los Angeles (They Live, 1988) de John Carpenter ( États-Unis)
- La Légende de la sirène (Ningyo densetsu, 1984) de Toshiharu Ikeda ( Japon)
- Midsommar (2019) de Ari Aster ( États-Unis, Suède)
- Nouvel Ordre (Nuevo orden, 2020) de Michel Franco ( Mexique, France)
- Porcherie (Porcile, 1969) de Pier Paolo Pasolini ( Italie, France)
- Pur-sang (Thoroughbreds, 2017) de Cory Finley ( États-Unis)
- Snowpiercer (2013) de Joon-ho Bong ( Corée du Sud, Tchéquie)
- Society (1989) de Brian Yuzna ( États-Unis, Japon)
- The Square (2017) de Ruben Östlund ( Suède, Allemagne, France, Danemark)
- Les Traqués de l'an 2000 (Turkey Shoot, 1982) de Brian Trenchard-Smith ( Australie, Royaume-Uni)

#### Forever Young
- Cocoon (1985) de Ron Howard ( États-Unis)
- Nouvelle cuisine (Gau ji, 2004) de Fruit Chan ( Hong Kong)
- Qu'est-il arrivé à Baby Jane? (What Ever Happened to Baby Jane?, 1962) de Robert Aldrich ( États-Unis)

#### Carte blanche à Asia Argento
- Tetsuo (1989) de Shinya Tsukamoto ( Japon)
- Vampyr, ou l'étrange aventure de David Gray (Vampyr, 1932) de Carl Theodor Dreyer ( Allemagne, France)
- Le Voyeur (Peeping Tom, 1960) de Michael Powell ( Royaume-Uni)

#### Carte blanche à une personnalité suisse: Moon
- Splash (1983) de Ron Howard ( États-Unis)
- La Mutante (Species, 1995) de Roger Donaldson ( États-Unis)
- You Won't Be Alone (2022) de Goran Stolevski ( Australie, Royaume-Uni, Serbie)

### Courts métrages

#### Swiss Shorts
- Citron et Myrtille à la chasse au soleil (2024) Louis Rebetez ( Suisse)
- Crevette (2023) Noémi Knobil et Sven Bachmann ( Suisse)
- Déjà nu (2024) Rolf Hellat ( Suisse)
- Fracti (2024) Lavinia Petrache ( Suisse)
- God's Anus (2024) Jan-David Bolt ( Suisse)
- On Hold (2024) Delia Hess ( Suisse)
- Terra Mater (2023) Kantarama Gahigiri ( Suisse)

#### Asian Shorts
- A Short Story (2022) Bi Gan ( Chine)
- Cremation (or the Quarantine Hotel) (2023) Qian Ning ( Taïwan
- Moonson Blue (2023) Ellis Kayin Chan, Jay Hiukit Wong ( Hong Kong)
- Perfect City: The Braves Kid (2023) Zhou Shengwei ( États-Unis, Chine)
- Perfect City: The MOther (2022) Zhou Shengwei ( Chine)
- Void (2024) Iwasaki Yusuke ( Japon)

#### International Shorts - Shivers and Shimmers
- Faces of Death (2023) Jan Soldat ( Allemagne,  Autriche)
- Meat Puppet (2024) Eros V ( Royaume-Uni)
- Mi Zona (2023) Eros V ( Espagne)
- Réel (2024) Eros V ( France)
- Shé (Snake) (2023) Renée Zhan ( Royaume-Uni)
- Trees Painted in Tar (2024) Renée Zhan ( Danemark)

#### International Shorts - Around the Genre
- Au prix de la chair (2023) Tomas Palombi ( France)
- Le garçon qui la nuit (2023) Jérémy Piette ( France)
- Les gens dans l'armoire (2024) Dahee Jeong ( France, Canada, Corée du Sud)
- Los Cautiverios (2024) Silvia Jiménez ( Mexique)
- The Watchman (2023) Ali Cherri ( Italie, France)

## NIFFF Invasion

### Classic Reloaded
Les films de cette sélection sont tous proposés à l'Open-Air
- La corde (Rope, 1948) de Alfred Hitchcock ( États-Unis)
- Godzilla (Gojira, 1954) de Inoshiro Honda ( Japon)
- The Matrix (1999) de Les Wachowski ( États-Unis,  Australie)
- Les Yeux sans visage (1960) de Georges Franju ( France, Italie)
- Swiss Made 2069 (1968) de Fredi M. Murer, Fritz E. Maeder, Yves Yersin ( Suisse)

### KIDS

#### Être différents ensemble
Programme de courts métrages proposé par Fantoche (Festival Internation du Film d'Animation de Baden).

#### Vers l'infini et au-dela
Ciné conférence présenté par La Lanterne Magique.

#### Kid-O-NIFFF
Une vingtaine de courts métrages d'animation réalisés par des élèves neuchâtelois de 5 à 15 ans.

#### Fantastic Shorts
Une quinzaine de courts métrages réalisé par des jeunes de 15 à 19 ans.

#### Arts de rue
Spectacles et performance en journée dans l'espace Open-Air.

### Atelier Cinéma
Création d'un court métrage en 5 jours.

### Au-delà du réél!
Créations d'histoire en s'inspirant de la thématique ce cette année Eat the Rich.

### The Allivials
Projet composé d'un film et d'un jeu vidéo, produit par le MUDAC, ayant pour thématique une sécheresse à Los Angeles.

### Hybris
Oeuvre interactive sur les nouveaux modes de sociabilité.

### World Building
Développement d'un univers narratif en lien avec La Tour du fantastique.

### Anniversaire de l'Epic Game Jam - Ep. 1
Pour les 10 ans de l'Epic Game Jam.

### Jouer les questions autrement
Exploration de la programmation cinématographique à traves une sélection de jeux.

### Résidence Evil
Interrogation des enjeux contemporains liés à la peur sur Internet.

### Exposition Eat the Rich
Exposition d'illustrations et de textes à la galerie Théatre du Passage en lien avec la thématique de cette édition.

### Laboratoire photographique immersif
Hyde : Le Dr Jeckyll accueille les visiteurs.
- Olivier Béguin, réalisateur, créateur ( Suisse)

## NIFFF Extended

### Eat the Rich - The Rich gaze in genre cinema
- Judith Beauvallet, journaliste ( France)
- Sophie Serrano, chercheuse  en criminologie ( Suisse)

### RTS Archives: Creating a TV Hoax
- Marlène Belilos, productrictrice TV ( Suisse)
- Didier Bufflier, responsable de ArchiveLAB-RTS ( Suisse)
- Sophie Meyer, responsable des partenariats chez RTS Data and Arcvhives ( Suisse)

### Ahead of the game

#### Let's play the Game
Conférenrence sur le jeu vidéo et le rôle de la nature.
- Loïse Bilat, membre de GameLab et enseignate à HEP Fribourg ( Suisse)
- Guillaume Guenat, collaborateur chez GameLab et assistant à l'UNIL ( Suisse)

#### That Cosy Feeling
Conférence autour des Wholesome games.
- Tabea Iseli, CEO et Game Director chez Stardust Studio ( Suisse)
- David Wildeman, CO-CEO et directeur créatif chez Neoludic Game ( Allemagne)
- David Javet, consultant AotG ( Suisse)

### VFX Breakdown

#### The Last of US
- Espen Nordahl, responsable des effets spéciaux chez Storm Studio ( Norvège)

#### 3 Body problem
Présentation des effets spéciaux de la série Netflix, Le Problème à trois corps.
- Michael Schlessinger, compositeur chez Pixomondo ( Allemagne)

### Animation for Grownups

#### Internet Horror
- Mélanie Courtinat, artiste et co-fondatrice de Residence Evil ( France)
- Yatoni Roy Cantu, artiste et co-fondateur de Residence Evil ( Suisse)
- Obscuria, videographiste et youtuber ( France)
- Boris Bruckler, consultant NWoF ( Suisse)

#### Nimona
- Toby Seale, chef de l'animation chez DNEG Animation ( Royaume-Uni)

#### Shiroka: In Lies we Trust
Présentation, par le réalisateur, du travail d'animation.
- Ishan Shukla, réalisateur ( Inde)

#### Practical VFX; Simon Weisse
- Simon Weisse, créateur de maquettes ( Allemagne)

### New Worlds of Fantasy

#### Julien Blondel: Master od Dark Fantasy
- Julien Blondel, scénariste de bandes-dessinées ( France)
- Boris Bruckler, consultant NWoF ( Suisse)

#### Embodying (Dis)Enchanted Tommorows
- Saul Pandelakis, auteur et chercheur à l'université de Toulouse Jean-Jaurès ( France)
- Lucia Masu, artiste et autrice ( Suisse)
- Alice Carabédian, spécialiste dans les utopies de la science-fiction  France)
- Sophie Desbiolles, chercheuse et comédienne ( Suisse)
- Colin Pahlisch, coordinateur à ORIA, UNIL ( Suisse)

#### Rencontre avec Saul Pandelakis
- Saul Pandelakis, auteur et chercheur à l'université de Toulouse Jean-Jaurès ( France)
- Tammara Leites, artiste, dévelopeuse et designeuse d'interactions chez Transmii ( Suisse)

## NIFFF on Tour

### Mercredis du Fantastique
Organisés à La julienne, Maison des arts et de la culture de Plan-les-Ouates (Canton de Genève), les Mercredis du Fantastique sont des projections gratuites de films présenté en sélection du NIFFF.
- 6 mars 2024 : Diabolik (2021) de Marco et Antonio Manetti ( Italie)
- 27 mars 2024 : Restore Point (2023) de Robert Hloz ( Tchéquie,  Slovaquie,  Pologne,  Serbie)
- 17 avril 2024 : River (2023) de Junta Yamaguchi ( Japon)
- 15 mai 2024 : Frontières (2023) de Guy Edoin ( Canada)

### Vendredis de la Peur
Les Vendredis de la Peur sont un rendez-vous bimestriel, une collaboration entre le NIFFF et la Cinémathèque Suisse. Le projection ont lieu à Lausanne, au Cinéma Capitole
- 26 avril 2024 : L'Exorciste (The Exorcist, 1973) de William Friedkin ( États-Unis)
- 31 mai 2024 : The Wicker Man (1973) de Robin Hardy ( Royaume-Uni)
- 25 octobre 2024 : Le Loup-garou de Londres (1981) de John Landis ( Royaume-Uni,  États-Unis)

## Palmarès
| Prix                                                                      | Attribué à                          | de                 | Pays                     |
| ------------------------------------------------------------------------- | ----------------------------------- | ------------------ | ------------------------ |
| Prix H. R. Giger Narcisse du meilleur film                                | Handling the Undead                 | Thea Hvistendahl   | Norvège Suède Grèce      |
| Méliès d'argent du meilleur long métrage européen                         | Handling the Undead                 | Thea Hvistendahl   | Norvège Suède Grèce      |
| Mention spéciale de jury international                                    | Cuckoo                              | Tilman Singer      | Allemagne États-Unis     |
| Prix RTS du public                                                        | Oddity                              | Damian Mc Carthy   | Irlande                  |
| Prix de la Jeunesse                                                       | Eternal                             | Ulaa Salim         | Danemark Islande Norvège |
| Prix Imaging The Future meilleur production design                        | I Saw the TV Glow                   | Jane Schoenbrun    | États-Unis               |
| Prix du meilleur film asiatique                                           | Twilight of the Warriors: Walled In | Soi Cheang         | Hong Kong                |
| SSA/Suissimage Prix H. R. Giger Narcisse du meilleur court métrage suisse | Terra Mater                         | Kantarama Gahigiri | Suisse Rwanda            |
| Nomination pour le Méliès d'Or du meilleur court métrage européen         | The Watchman                        | Ali Cherri         | Italie France            |
| Prix du public du meilleur court-métrage                                  | Meat Puppet                         | Eros V             | Royaume-Uni              |
| Prix de la jeunesse du court-métrage                                      | Meat Puppet                         | Eros V             | Royaume-Uni              |